# Kakamigahara (Gifu)
Kakamigahara (各務原市 Kakamigahara-shi?) es una ciudad perteneciente a la prefectura de Gifu, en la zona centro de Japón. A fecha de 1 de noviembre del año 2004, se estimó que la ciudad tenía una población de 148.393 habitantes y una densidad de población de 1.691 habitantes por kilómetro cuadrado.

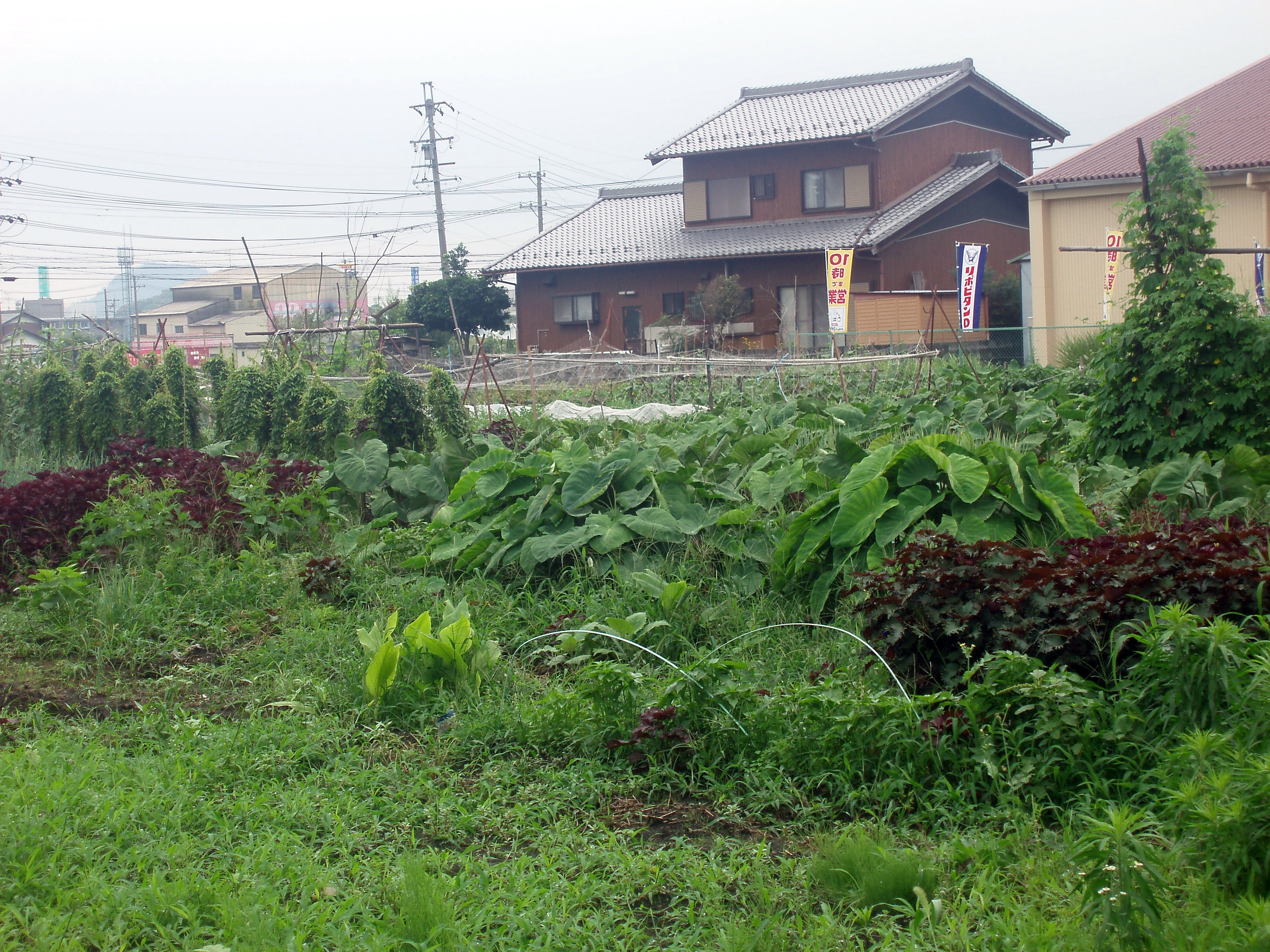
Típica escena de un jardín en Kakamigahara.

La ciudad fue fundada el 1 de abril de 1963 por la fusión de Naka, Sohara, Unuma e Inaba; el 1 de noviembre de 2004 el pueblo de Kawashima se fusionó a estas últimas.